# Felicia Fox
Felicia Fox, född 25 maj 1974 i Enon, Ohio, är en amerikansk porrskådespelerska. Hon har medverkat i över 100 filmer sedan debuten 2000.